# 摩根灣
摩根灣是南極洲的海灣，位於埃爾斯沃思地的瑟斯頓島東端，處於洛夫格倫半島和蒂爾尼半島之間，長約33公里，在1960年由美國海軍發現，現時由南極條約體系管理。
72°16′S 95°54′W / 72.267°S 95.900°W